# روجر كروس
روجر كروس (بالإنجليزية: Roger Cross)‏ هو ممثل جامايكي وكندي، ولد في 19 أكتوبر 1966 في جامايكا.

## أعمال

### أفلام
- (1995) العزلة[6]
- (1997)  الإنقاذ
- (2002) الحرية المكبلة
- (2003) إكس 2[7][8][9]
- (2006) مركز التجارة العالمي[10]
- (2008) اليوم الذي تبقى فيه الأرض صامدة[11][12][13]
- (2008) جنون المال
- (2015)  تأمين

### مسلسلات
- 24
- الملفات الغامضة
- اورفان بلاك[14]
- تشاك
- جاغ
- وكالة ديرك جينتلي للتحقيقات الشمولية

## وصلات خارجية
- روجر كروس على موقع IMDb (الإنجليزية)
- روجر كروس على موقع ألو سيني (الفرنسية)
- روجر كروس على موقع أول موفي (الإنجليزية)
- روجر كروس على موقع قاعدة بيانات الأفلام السويدية (السويدية)
- روجر كروس على موقع قاعدة بيانات الأفلام السويدية (السويدية)
- روجر كروس على موقع إن إن دي بي (الإنجليزية)
- روجر كروس على موقع قاعدة بيانات الفيلم (الإنجليزية)
- روجر كروس على موقع كينوبويسك (الروسية)